# Coursetia hypoleuca
Coursetia hypoleuca är en ärtväxtart som först beskrevs av Carlos Luis Spegazzini, och fick sitt nu gällande namn av Matt Lavin. Coursetia hypoleuca ingår i släktet Coursetia, och familjen ärtväxter. IUCN kategoriserar arten globalt som sårbar. Inga underarter finns listade i Catalogue of Life.